# Karl Tuʻinukuafe

a Compétitions nationales et continentales officielles uniquement.

b Matchs officiels uniquement.
Dernière mise à jour le 13 janvier 2023.
Karl Tuʻinukuafe, né le 21 février 1993 à Auckland, est un joueur international néo-zélandais de rugby à XV. Il joue au poste de pilier avec le club français du Montpellier HR en Top 14 depuis 2022.

## Biographie

### Jeunesse et formation (jusqu'en 2015)
Karl Tuʻinukuafe est né à Auckland, issu d'une famille d'origine tongienne. Il est scolarisé au Wesley College, et joue au rugby avec l'équipe de l'établissement. Il représente également les équipes jeunes de la province des Counties Manukau. S'il montre un certain talent dans la discipline, Tuʻinukuafe est à ce moment-là peu motivé par le rugby, et l'éventualité d'une carrière professionnelle.
Il arrête toute pratique sportive après avoir terminé le lycée en 2010, et occupe un emploi dans la sécurité, qu'il double avec celui de videur. Loin du sport et avec des habitudes alimentaires peu équilibrées, il prend alors un poids considérable, allant jusqu'à peser environ 170 kg,. Sujet à des maux de genoux et de dos, son médecin lui conseille en 2014 de rependre une activité sportive afin de perdre du poids. Il rejoint alors le club de rugby du Takapuna RFC, dans la banlieue d'Auckland, où jouent ses frères. Initialement, il a pour unique objectif de jouer en équipe réserve avec ses frères, mais se retrouve très rapidement appelé en équipe première. Il dispute alors le championnat amateur de la fédération de North Harbour en 2015,.

### Début de carrière professionnelle (2015-2016)
Après avoir retrouvé un poids de forme, et réalisé de bonnes performances en club, il est repéré par l'entraîneur de l'équipe provinciale de North Harbour Steve Jackson (en), qui le fait signer en tant que membre de l'effectif élargi de son équipe. Avec ce statut, il assure essentiellement le rôle d'opposition lors des entraînements, notamment lors des exercices de mêlée. Il joue toutefois sa première rencontre professionnelle en NPC le 1er octobre 2015 contre Otago, en tant que remplaçant au poste de pilier gauche, et rentrant en jeu à deux minutes de la fin de la rencontre,.
Au terme de cette première saison, il est contacté par le club français du RC Narbonne, évoluant en Pro D2. En effet le club audois, via son président Rocky Elsom, est à la recherche d'un pilier polyvalent pour compléter son effectif, et ce dernier entre en contact avec Tuʻinukuafe via son coéquipier (et également joueur du RCN) Daniel Halangahu,. Il rejoint le club en octobre 2015, pour un contrat portant jusqu'à la fin de la saison en cours. Dans sa nouvelle équipe, il découvre une nouvelle façon d'aborder le poste de pilier, davantage axée sur le travail en mêlée plutôt que sur le jeu courant, contrairement aux usages de son pays natal. Tuʻinukuafe apprend rapidement, et s'impose comme un élément important du club en disputant 23 matchs,. Toutefois, il n'est titulaire que six fois, car il est la doublure des expérimentés Grégory Fichten, Benoît Zanon et Tariel Ratianidze. Au terme de la saison, il reçoit une offre de prolongation de la part du RCN et, bien qu'il soit tenté de rester, il décide de décliner, car il s'est déjà engagé avec North Harbour pour la saison 2016. Il affirme néanmoins vouloir revenir jouer pour Narbonne une fois la saison de NPC terminée.

### Emergence à haut niveau (2016-2018)
De retour en Nouvelle-Zélande, il joue sept rencontres avec sa province (dont une titularisation), avant de se casser la jambe,. En raison de cette longue indisponibilité, le club de Narbonne ne souhaite plus lui offrir de contrat, et son retour en France est annulé. De plus, à la même période, il est contacté par la sélection tongienne, mais cela tombe à l'eau après sa blessure.
Sans opportunité, il envisage sérieusement de mettre un terme à sa brève carrière de joueur pour retourner vers son ancien emploi dans la sécurité. Cependant, le nouvel entraîneur de North Harbour, Tom Coventry, décide de maintenir sa confiance en lui, et le signe pour la saison 2017 malgré sa blessure,. Après une rééducation accélérée, il reprend la compétition en septembre 2017. Il dispute neuf rencontres, pour une seule titularisation, gardant toujours un rôle de doublure du joueur des Hurricanes Chris Eves (en).
Auteur de bonnes performances au niveau provincial, il est invité par Colin Cooper (en) à participer à la présaison de la franchise des Chiefs. Très rapidement, les Chiefs connaissent plusieurs absences au poste de pilier, notamment avec les longues indisponibilités de Kane Hames et Atunaisa Moli, ce qui fait que Tuʻinukuafe se voit offrir une place dans le groupe élargi de la franchise,. Il joue son premier match de Super Rugby en tant que remplaçant le 2 mars 2018 contre les Blues,. Il enchaîne ensuite avec quatre autres rencontres où il ne joue que quelques minutes en fin de partie, en remplacement d'Aidan Ross. Le 13 avril 2018, à l'occasion d'un match contre les Hurricanes, il entre en jeu à la 17e minute à la place de Ross blessé, et réalise une performance remarquée. Il profite de la blessure de Ross pour obtenir un contrat plein avec les Chiefs, ainsi qu'une place de titulaire pour la plupart des derniers matchs de la saison. Au total, il dispute seize rencontre lors de la saison, pour neuf titularisations.

### Débuts en sélection nationale (2018)
En mai 2018, peu après son émergence aux Chiefs, il est sélectionné en l'équipe de Nouvelle-Zélande par Steve Hansen. Cette sélection est considérée comme surprenante au vu de l'inexpérience de Tuʻinukuafe, et fait suite aux absences de Kane Hames et de Tim Perry, ainsi qu'à la retraite de Wyatt Crockett. Il connaît sa première sélection avec les All Blacks le 9 juin 2018 à l'occasion d'un test-match contre la France à Auckland. Remplaçant au coup d'envoi, il se fait remarquer lors son entrée en jeu par la qualité de sa tenue en mêlée, et participe à la victoire de son équipe. 
Il conserve sa place lors des deux autres matchs contre la France en juin, avant d'être retenu pour le Rugby Championship au mois d'août. Il fait ses débuts en compétition une fois de plus dans la peau d'un remplaçant, avant de profiter de la blessure de Joe Moody pour connaître sa première titularisation le 8 septembre 2018 contre l'Argentine,. Il termine ensuite la compétition comme titulaire,. Poursuivant sur sa lancée, il enchaîne ensuite avec la tournée d'automne en Europe, dont il dispute trois matchs.

### Passage à vide en sélection (2019)
En 2019, il décline des offres de contrat de la part des Chiefs et des Highlanders pour signer un contrat de trois saisons avec les Blues, où il retrouve son ancien entraîneur à North Harbour Tom Coventry. Avec sa nouvelle franchise, il dispute dix rencontres lors de sa première saison, dont la moitié comme titulaire, se partageant le poste de pilier gauche avec Alex Hodgman,. Sa fin de saison est cependant interrompue par une méningite virale, qui le laisse alité pendant deux mois, et lui fait perdre sa condition physique.
Malgré sa fin de saison difficile, il est sélectionné en juillet 2019 dans le groupe élargi de 39 joueurs des All Blacks dans le cadre de la préparation au Rugby Championship, et sur le plus long terme, à la Coupe du monde au Japon. À la fin du mois, il est victime de la réduction de l'effectif à 34 joueurs, et sort du groupe. le sélectionneur Steve Hansen justifie ce choix par la volonté de privilégier des piliers plus mobiles, comme Atunaisa Moli.
Logiquement non retenu pour la Coupe du monde, il fait son retour à la compétition avec North Harbour lors de la saison 2019 de NPC. Il produit une saison pleine avec sa province, jouant dix rencontres, toutes comme titulaire.

### Retour chez lesAll Blacks(2020-2022)
Il retrouve son meilleur niveau avec les Blues lors de la saison 2020 de Super Rugby, puis lors du Super Rugby Aotearoa,. Toujours en 2020, il prend part à la rencontre entre le Nord et le Sud (en) avec l'équipe de l'île du Nord, que son équipe perd,.
En conséquence, il est rappelé en sélection par le nouveau sélectionneur Ian Foster pour disputer le Tri-nations 2020,. Lors de la compétition, il marque son premier essai en sélection lors du match contre l'Australie le 31 octobre 2020.
En 2021, il participe au bon parcours de son équipe, qui remporte le Super Rugby Trans-Tasman après une victoire en finale face aux Highlanders.
En juin de la même année, il est sélectionné avec les All Blacks pour disputer la série de test-matchs face aux Fidji et aux Tonga, mais il doit finalement déclarer forfait après le premier match en raison d'une blessure à l'épaule,. Il fait ensuite son retour pour le Rugby Championship, dont il dispute quatre matchs (dont une titularisation).
Lors de la saison 2022 de Super Rugby, il est cantonné dans un rôle de remplaçant avec les Blues, n'étant jamais titularisé lors des dix matchs qu'il dispute,. C'est dans ce rôle de doublure qu'il participe à la finale du championnat, que son équipe perd face aux Crusaders.
Au cours de cette même saison, il est annoncé qu'il quitte la Nouvelle-Zélande, afin de s'engager avec le club français du Montpellier HR pour la saison 2022-2023 de Top 14,.
Malgré son départ imminent, ce qui met un terme à sa carrière internationale selon les règles de la fédération néo-zélandaises, il est sélectionné une dernière fois avec les All Blacks en juin 2022, en prévision de la série de test-matchs face à l'Irlande. Il joue deux matchs lors la série, mettant un terme à sa carrière internationale avec vingt-sept sélections.

### Carrière en France à Montpellier (depuis 2022)
L'arrivée de Tuʻinukuafe au Montpellier HR est officialisée par le club son arrivée en France en octobre 2022. il s'engage avec le club héraultais jusqu'en 2025. Il joue son premier match sous ses nouvelles couleurs le 9 décembre 2022 contre les London Irish en Champions Cup.

## Palmarès

### En club
- Vainqueur du Super Rugby Trans-Tasman en 2021 avec les Blues.
- Finaliste du Super Rugby en 2022 avec les Blues.

### En équipe nationale
- Vainqueur du Rugby Championship en 2018, 2020 et 2021.

## Statistiques
Au 13 janvier 2023, Karl Tuʻinukuafe compte vingt-sept capes avec les All Blacks, dont dix en tant que titulaire. Il fait ses débuts avec les All Blacks le 9 juin 2018 à Auckland face à la France.
Il participe à trois éditions du Rugby Championship, en 2018, 2020 et 2021. Il dispute treize rencontres dans cette compétition.